# O Trójcy Świętej
O Trójcy Świętej (De Trinitate) – dzieło teologiczne Augustyna z Hippony na temat chrześcijańskiego dogmatu Trójcy Świętej napisane w piętnastu księgach w latach 399-419. Najważniejsza zachodnia polemika z arianizmem.
Głównym motywem Augustyna było ukazanie, że nie ma nic nieracjonalnego w pojmowaniu Boga jako bytu jednego i troistego. Głównym argumentem biskupa Hippony było podobieństwo Trójcy Świętej do triady istniejącej w duszy ludzkiej. Zgodnie z analizą antropologiczną tego czym jest dusza: poznanie, pamięć i pragnienie (wola) tworzą w niej jedną ludzką osobowość.

## Powstanie
Augustyn zaczął pisać swe dzieło ok. 400 r. i kontynuował je, zgodnie z przekonującymi przesłankami, dłużej niż do roku 413. Wtedy bowiem zetknął się z niektórymi ujęciami trynitarnymi Wschodnich Ojców Kościoła, które wpłynęły na jego nauczanie na temat relacji w Trójcy. Zagadnienie relacji Doktor Kościoła omawia w księgach V-VII, zostały one napisane po 413 r. Szczegółowe badania wykazują, że Augustyn w trakcie postępowania swych studiów przepracowywał wcześniej napisane księgi, np. bardzo rozwinięta doktryna misji i teofanii Osób Trójcy, która rozpoczyna Księgę II, powinna być datowana na rok 418. Do zakończenia dzieła najusilniejszymi prośbami (vehementissima postulatione) zachęcali Augustyna „liczni bracia”. Dokończenie pisania polecił mu także sam biskup Kartaginy Aureliusz. Augustyn pisał o tym w 416 r. w liście do Aureliusza, wspominając jednocześnie, że pierwsza część niedokończonego dzieła została przedwcześnie, bez jego wiedzy i bez odpowiedniej korekty, przekazana do publicznego wglądu. Stąd Augustyn przerwał dyktowanie dzieła na jakiś czas.   
Ważnym źródłem doktryny trynitarnej Augustyna zawartej w dziele O Trójcy Świętej było nauczanie Ambrożego i Hilarego z Poitiers.

## Układ i treść
De Trinitate ma piętnaście ksiąg. Można dostrzec ich wyraźny podział na dwie części. 
- Pierwsza część (księgi I-VII) – czerpiąc z Pisma świętego Augustyn ukazał jedność Trójcy i równość osób, następnie przeanalizował fragmenty biblijne, które wyjaśniają i obalają zarzuty przeciwko boskości Syna i Ducha Świętego.

- Druga część (księgi VIII-XV) – przeprowadzając właściwą sobie refleksję spekulatywną, Augustyn poszukiwał w niej niedoskonałej, ludzkiej wiedzy o Trójcy. Posłużył się do tego długą serią obrazów i analogii. W dalszym ciągu, analizował psychologiczną naturę człowieka, aby odnaleźć tam, drogą introspekcji, obraz Trójcy w ludzkiej duszy. Odwoływał się do Księgi Rodzaju 1,26-27, gdzie mowa jest o tym, że człowiek został stworzony na obraz i podobieństwo Boga. Doktor łaski wnioskował, że natura ludzka zatem w pewien sposób odzwierciedla wyciśniętą na nim boską pieczęć.

W księdze XV,3.5. Augustyn sam dokonał pewnego podsumowania poprzednich czternastu ksiąg.

## Kwestia Filioque
W księdze XV, 26.47 De Trinitate Augustyn podkreślił, że sam Ojciec jest źródłem pochodzenia zarówno Syna, jak i Ducha Świętego, a więc Syn nie jest przyczyną istnienia Ducha w tym samym sensie co Ojciec. Stąd Augustynowa koncepcja Filioque nie sprzeciwiała się monarchicznej roli Ojca.
Augustyn widział jednak konieczność ukazania udziału Syna w pochodzeniu Ducha w łonie Trójcy, ze względu na poglądy arian. Według biskupa Hippony należało mówić, że Duch pochodzi od Ojca i Syna – „od obu”, gdyż doktryna o Trójcy, w której pochodzenie Ducha od Ojca wykluczałaby Syna, dawałaby do rąk argument arianizmowi. 
Takie ujęcie tematu Trójcy Augustyn znał z pism antyariańskiego pisarza Hilarego z Poitiers (315-367), którego autorytet poważał. Podobnie w Kościołach greckich wypowiadali się Epifaniusz z Salaminy (315-403), a także Cyryl z Aleksandrii (378-444).

## Wydania krytyczne
- CCL 50 / 50A, wyd. W.J. Mountain, Fr. Glorie /1968/.

## Wydania polskie
O Trójcy Świętej, przeł. M. Stokowska 
- Pierwsze wydanie: Poznań-Warszawa-Lublin 1963, Pisma Ojców Kościoła 25, s. 490.
- Drugie wydanie: Kraków: Znak, 1996, seria: Biblioteka Filozofii Religii, s. 661, ISBN 83-7006-498-1